# Meziříčí (district de Tábor)
Pour les articles homonymes, voir Meziříčí.
Meziříčí (en allemand : Medritsch) est une commune du district de Tábor, dans la région de Bohême-du-Sud, en République tchèque. Sa population s'élevait à 167 habitants en 2020.

## Géographie
Meziříčí se trouve à 8 km à l'ouest-nord-ouest du centre de Tábor, à 52 km au nord de České Budějovice et à 72 km au sud-sud-est de Prague.
La commune est limitée par Jistebnice au nord, par Balkova Lhota à l'est, par Dražice à l'est et au sud, et par Opařany et Drhovice à l'ouest.

## Histoire
La première mention écrite de la localité date de 1379.

## Galerie

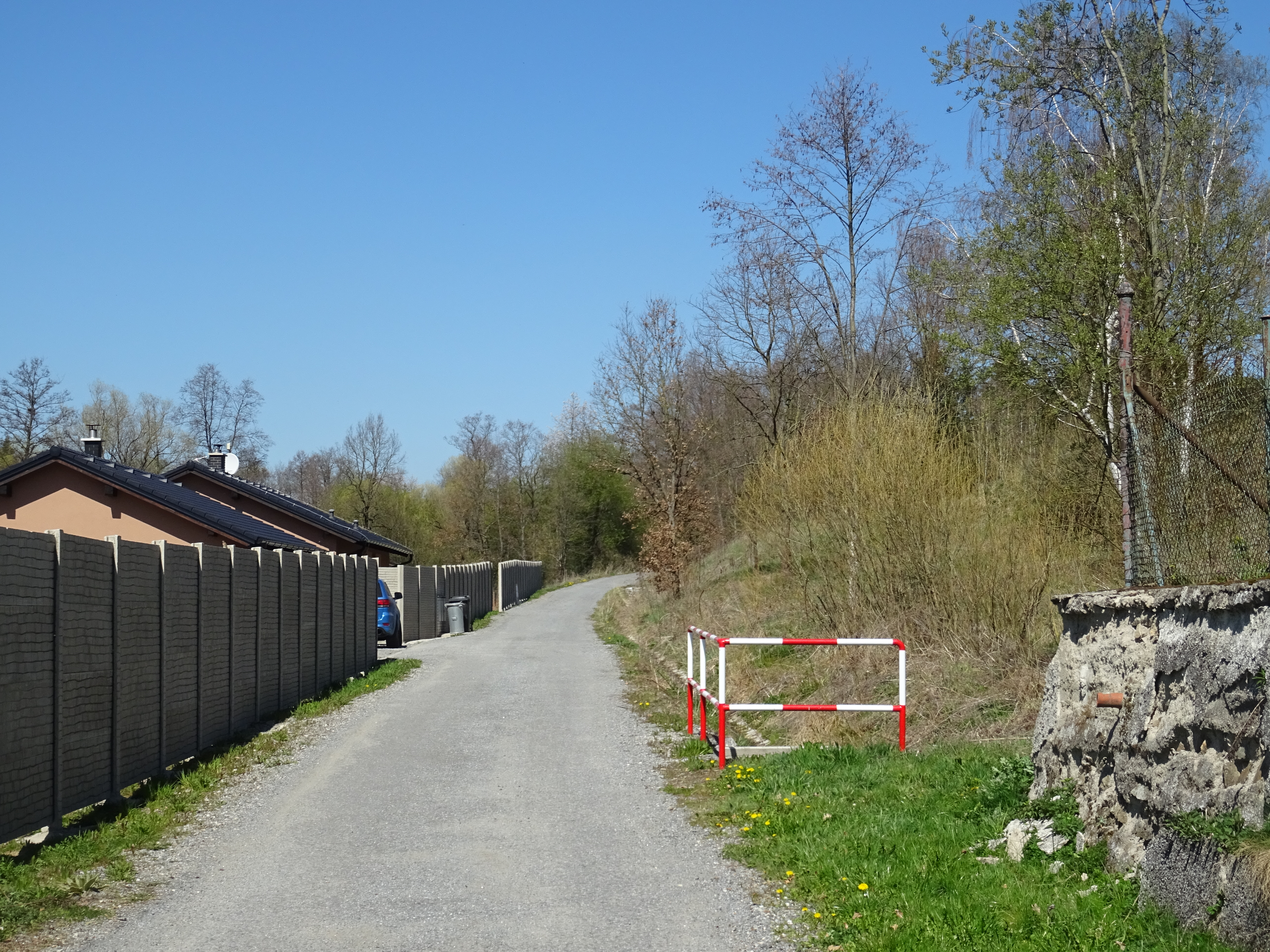
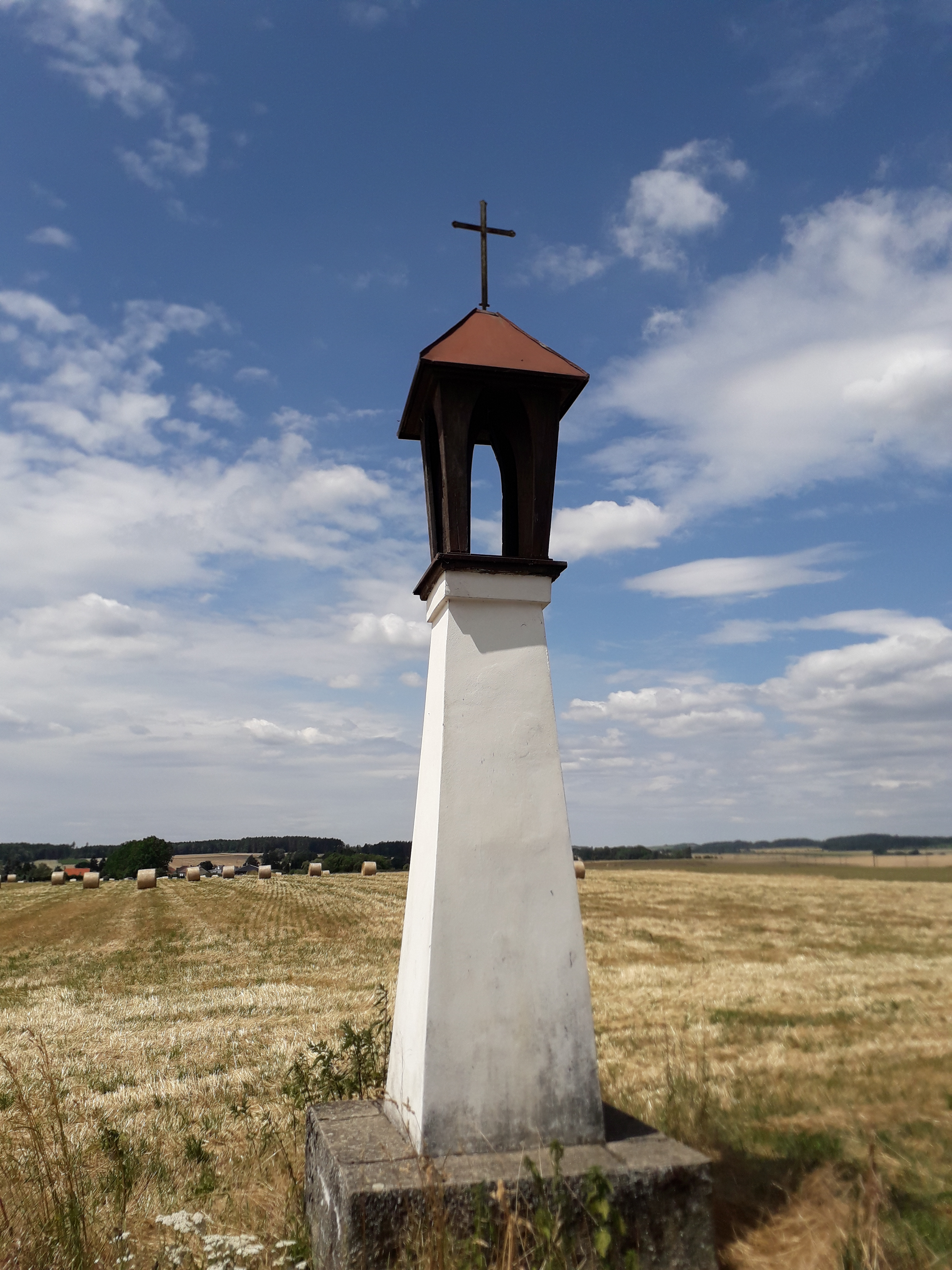
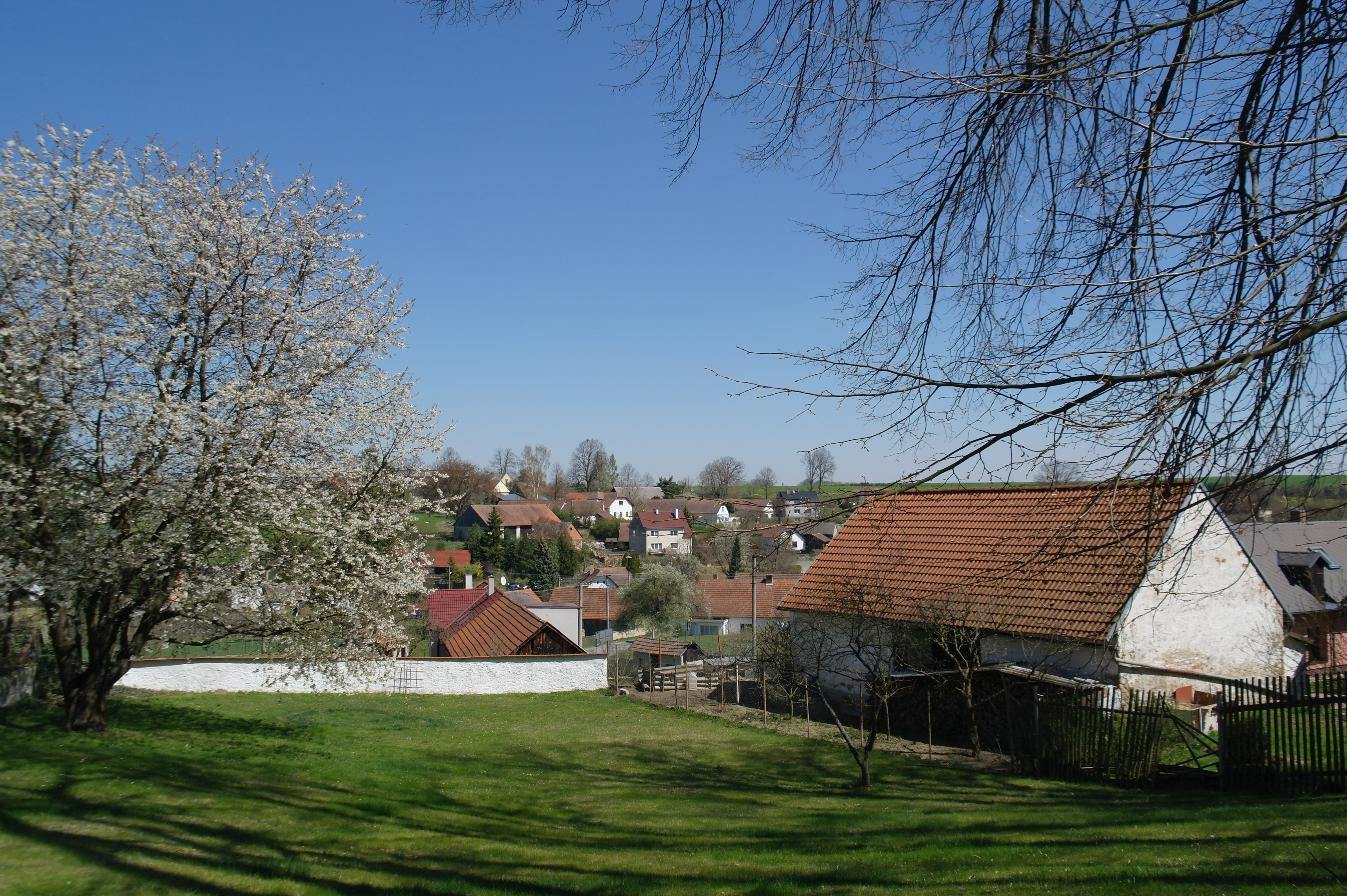
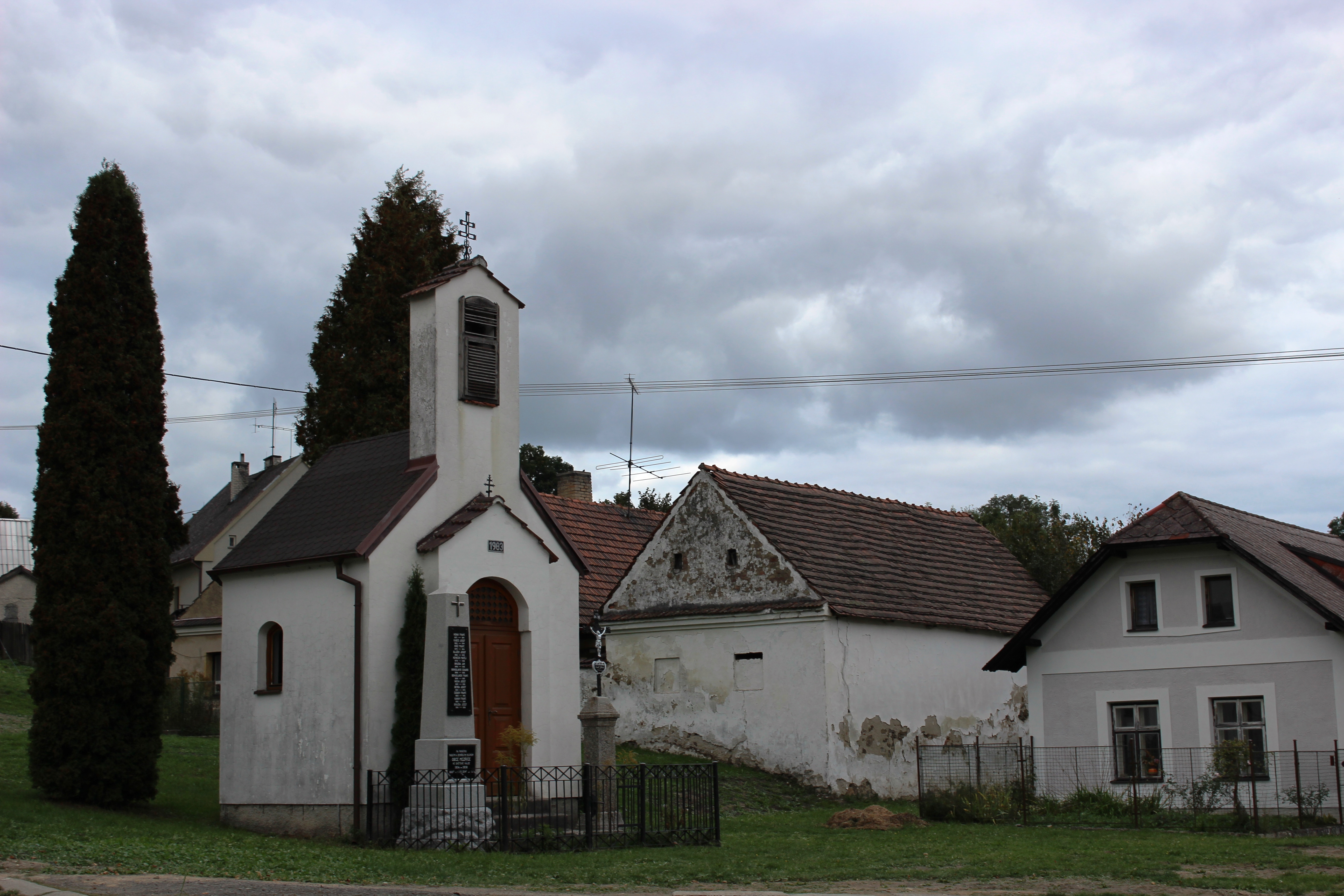